# اتحاد تعهدات السلام

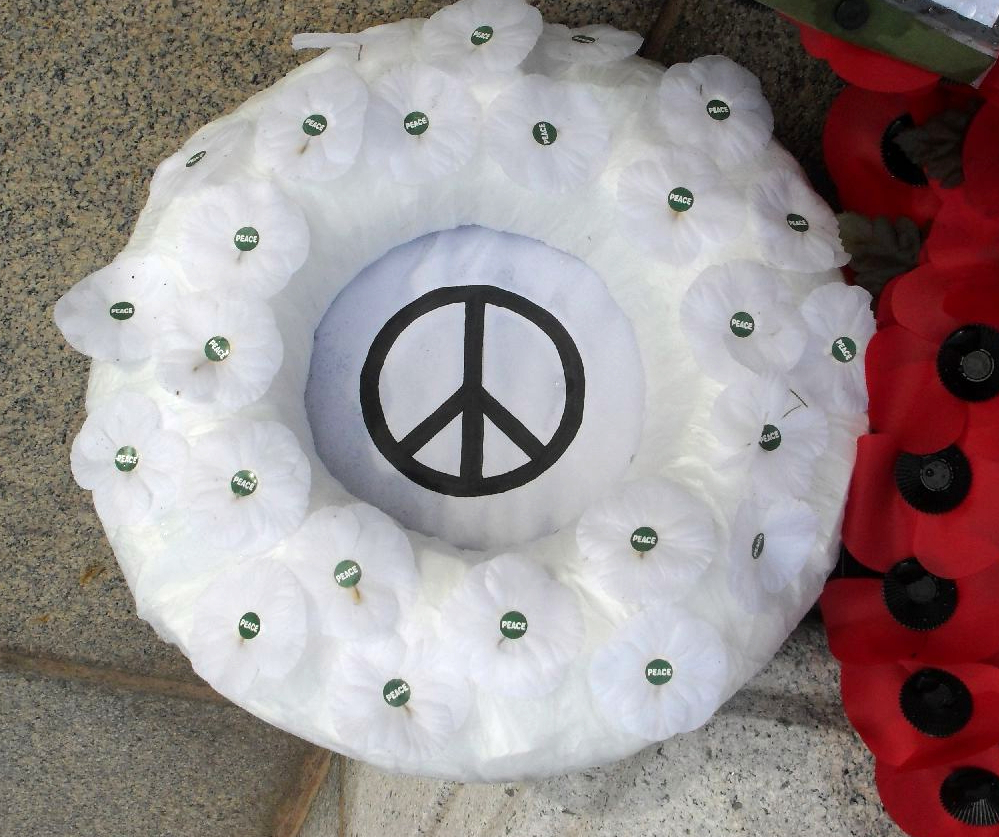

إن اتحاد تعهدات السلام هو منظمة غير حكومية تشجع السلمية، ومقرها في المملكة المتحدة. أعضاؤها هم الموقعين على التعهد التالي: «الحرب جريمة ضد الإنسانية. أنا أنبذ الحروب، ولذلك أنا مصمم على عدم دعم أي نوع من الحروب. كما أنني مصمم على العمل من أجل إزالة جميع أسباب الحرب»، وحملة لتعزيز السلام والحلول اللاعنفية للصراع. يشكل اتحاد تعهدات السلام القسم البريطاني من منظمة مناهضي الحرب الدولية.

## التاريخ

### التشكيل
تشكل اتحاد تعهدات السلام بمبادرة من هيو ريتشارد لوري «ديك» شيبارد، كنسي كاتدرائية القديس بول، في عام 1934، بعد أن نشر رسالة في مانشستر غارديان وغيرها من الصحف، ودع الرجال فيها (دون النساء) بإرسال بطاقات بريدية له ويتعهدون فيها بعدم دعم الحرب أبدًا. استجاب 135,000 رجل، وبالتنسيق مع شيبارد، القس الميثودي جون سي بي ماير، وآخرين، أصبحوا أعضاءً بشكل رسمي في الاتحاد. كان الهدف الأولي من تعهد الذكور هو التصدي لفكرة أن النساء فقط هنَّ من يشاركنَّ في حركة السلام. وفي عام 1936، فُتح باب العضوية للنساء، واعتُمدت صحيفة بيس نيوز (أخبار السلام)، التي تأسست حديثًا، كصحيفة أسبوعية لاتحاد تعهدات السلام. جمع اتحاد تعهدات السلام العديد من الشخصيات العامة البارزة بصفتهم جهات راعية، بما في ذلك ألدوس هكسلي، وبيرتراند راسل، وستورم جيمسون، وروز ماكولاي، ودونالد سوبر، سيغفريد ساسون، وريجنالد سورنسن، وجي دي بيريسفورد، أورسولا روبرتس (التي كتبت تحت الاسم المستعار «سوزان مايلز») والعميد فرانك بيرسي كروزير (ضابط سابق في الجيش تحول فيما بعد ليصبح من دعاة السلام). جذب اتحاد تعهدات السلام أعضاءً من مختلف الأطياف السياسية، بمن فيهم المسيحية السلمية والاشتراكية واللاسلطوية، وبحسب كلام العضو ديريك سافاج عن الاتحاد قال «هو كتلة غير محددة المعالم من محبي السلام ذووي النية الحسنة». في عام 1937 اندمجت حركة لا مزيد من الحرب رسميًا مع اتحاد تعهدات السلام. أصبح جورج لانسبوري، الذي كان مديرًا سابقًا لحركة لا مزيد من الحرب، رئيسًا لاتحاد تعهدات السلام، وشغل هذا المنصب حتى وفاته في عام 1940. في عام 1937 شكلت مجموعة من رجال الدين والعلمانيين بقيادة شيبارد الزمالة السلمية الأنجليكانية كمكمل أنجليكاني لاتحاد تعهدات السلام غير الطائفي. ارتبط الاتحاد بالمجموعة الويلزية، هيدوشواير سيمرو، التي أسسها غوينفور إيفانز. في مارس عام 1938، أطلق رئيس اتحاد تعهدات السلام جورج لانسبري أول بيان رسمي وحملة سلام. ناقشت الحملة فكرة الحرب للدفاع عن الديمقراطية وأن هذه الفكرة هي في الواقع متناقضة بحيث أنه «في فترة الحرب الشاملة، تغرق الديمقراطية تحت سيطرة الشمولية».
يخصص اتحاد تعهدات السلام جزءًا كبيرًا من عمله لتوفير المساعدات لضحايا الحرب. دعم أعضاؤها دارًا مكونًا من 64 طفلاً لاجئًا باسكيًا من الحرب الأهلية الإسبانية. كتب وليام هيثرينغتون أمين المحفوظات في اتحاد تعهدات السلام أن «الاتحاد شجع الأعضاء والمجموعات على رعاية اللاجئين اليهود من ألمانيا والنمسا وتشيكوسلوفاكيا ليتمكنوا من الوصول إلى المملكة المتحدة».
في عام 1938، عارض اتحاد تعهدات السلام التشريع المتعلق باحتياطات الغارات الجوية، وفي عام 1939 شن الاتحاد حملة ضد التجنيد الإجباري.

### المواقف المتخذة تجاه ألمانيا النازية
وعلى غرار الكثيرين في ثلاثينيات القرن العشرين، أيد اتحاد تعهدات السلام جوانب التسوية، مع اقتراح بعض الأعضاء أن ألمانيا النازية ستوقف عدوانها في حال عدم تطبيق الأحكام الإقليمية لمعاهدة فرساي.  دعمت سياسة نيفيل تشامبرلين في ميونيخ في عام 1938، فيما يتعلق بمزاعم هتلر عن السوديت باعتبارها مشروعة. في وقت أزمة ميونيخ، حاول العديد من داعمي اتحاد تعهدات السلام إرسال «خمسة آلاف سلامي إلى السوديت كوجود غير عنيف»، إلا أن هذه المحاولة لم تسفر عن أية نتائج.
سبب محرر بيس نيوز وداعم اتحاد تعهدات السلام جون ميدلتون موري وأنصاره في المجموعة جدلًا كبيرًا بحجة أنه ينبغي منح ألمانيا السيطرة على أجزاء من قارة أوروبا. وفي منشور الاتحاد، وارمونجير (دعاة الحرب)، قال كلايف بيل إنه ينبغي السماح لألمانيا بـ «الاستحواذ على» فرنسا وبولندا والدول المنخفضة  والبلقان. ومع ذلك، لم تكن هذه أبدِا السياسة الرسمية لاتحاد تعهدات السلام، وسرعان ما أثار هذا الموقف انتقاد نشطاء آخرين في الاتحاد مثل فيرا بريتين وأندرو ستيوارت. غادر كلايف بيل اتحاد تعهدات السلام بعد ذلك بوقت قصير وبحلول عام 1940 تحولت اتجاهاته لدعم الحرب.
وكان بعض مؤيدي اتحاد تعهدات السلام متعاطفين مع المظالم الألمانية بحيث ادعت روز ماكولاي أنها وجدت صعوبة في التمييز بين صحيفة بيس نيوز الصادرة عن اتحاد تعهدات السلام وصحيفة حزب اتحاد الفاشيين البريطاني (بي يو إف)، قائلة: «أحيانًا أعتقد أنا (وآخرون) عند قراءة بيس نيوز، أننا حصلنا على صحيفة بلاك شيرت (صحيفة بي يو إف) عن طريق الخطأ». كان هناك تسلل فاشي في اتحاد تعهدات السلام وراقب المكتب الخامس «اتصالات الاتحاد الفاشية الصغيرة».  بعد وفاة ديك شيبارد في أكتوبر 1937، اتهم جورج أورويل، المعادي دائمًا للسلام، واتهم اتحاد تعهدات السلام بـ «الانهيار الأخلاقي» وذلك بالأستاذ على أن بعض الأعضاء انضموا إلى بي يو إف. على أي حال، يشير العديد من المؤرخين أن الوضع من الممكن أن يكون معكوسًا، أي أن أعضاء بي يو إف حاولوا التسلل إلى اتحاد تعهدات السلام. وفي 11 أغسطس 1939، انتقد نائب رئيس تحرير صحيفة بيس نيوز، أندرو ستيوارت، أولئك «الذين يعتقدون أن عضوية الاتحاد البريطاني، المنظمة الفاشية للسير أوزوالد موزلي، متوافقة مع عضوية اتحاد تعهدات السلام». في نوفمبر 1939، أفاد ضابط من المكتب الخامس أن أعضاء رابطة الشمال من اليمين المتطرف كانوا يحاولون «الانضمام إلى اتحاد تعهدات السلام بشكل جماعي».
اختلف المؤرخون في تفسيراتهم  لمواقف اتحاد تعهدات السلام تجاه ألمانيا النازية. قال المؤرخ مارك غيلبرت، «من الصعب التفكير في صحيفة بريطانية كانت ثابتة جدًا ومدافعة عن ألمانيا النازية كصحيفة بيس نيوز»، والتي رددت دون كلل مزاعم الصحافة النازية، وجرائم أحداث ليلة البلور التي كانت سمة منتظمة من سمات الحكم الاستعماري البريطاني. لكن ديفيد سي لوكويتز يقول: «من الهراء اتهام اتحاد تعهدات السلام بتأييده للنازية. وأكد منذ البداية أن التفاني الأساسي كان من أجل السلام العالمي والعدالة الاقتصادية والمساواة العرقية»، ولكنه «كان يتعاطف كثيراً مع الموقف الألماني، الذي غالبًا ما يكون نتاجاً للجهل والتفكير السطحي». تشير الأبحاث التي أجراها المؤرخ ريتشارد تي غريفيثز، التي نُشرت في عام 2017، إلى انقسام حاد وجدل كبير في إدارة اتحاد تعهدات السلام، حيث كان محررو بيس نيوز أكثر استعدادًا للتقليل مخاطر ألمانيا النازية من الأعضاء التنفيذيين في اتحاد تعهدات السلام.
استمر الجدل حول مواقف اتحاد تعهدات السلام المُتخذة  تجاه ألمانيا النازية منذ الحرب. وفي عام 1950، وصفت ريبيكا ويست اتحاد تعهدات السلام، في كتابها معنى الخيانة، أن «تلك المنظمة الغامضة كانت تقوم تحت اسم السلام بالعديد من الأعمال التي كانت من المؤكد تصب في مصلحة هتلر». أزال الناشرون العبارة من الطبعات اللاحقة من الكتاب بعد التصريحات التي قدمها اتحاد تعهدات السلام، إلا أن ويست رفضت الاعتذار. وفي الآونة الأخيرة من عام 2017، زعم المعلق اليميني والكولونيل المتقاعد ريتشارد كيمب في برنامج غود مورنينغ بريتن (صباح الخير بريطانيا) أن اتحاد تعهدات السلام كان «تهدئة خبيثة» لدعم منطقة النفوذ الألمانية لاستحواذها  على الدول المنخفضة. أنكر ذلك ممثل اتحاد تعهدات السلام في البرنامج، الذي ذكر أن الاتحاد شن حملة ضد بيع الأسلحة للنظم الفاشية عندما كانت حكومة المملكة المتحدة تبيع الأسلحة لموسوليني.